# Medalla de la Campanya a Kosovo
La Medalla de la Campanya de Kosovo (KCM) és un condecoració militar de les Forces Armades dels Estats Units establert per l'Ordre Executiva 13154 del president Bill Clinton el 3 de maig de 2000. La medalla reconeix el servei militar realitzat a Kosovo del 24 de març de 1999 al 31 de desembre de 2013.
Se situa entre la Medalla del Servei al Sud-oest Asiàtic i la Medalla de la Campanya de l'Afganistan.

## Dates efectives
La Medalla de la Campanya de Kosovo es pot concedir al personal militar dels Estats Units per participar en les operacions i campanyes que es detallen a continuació:
- Força aliada: del 24 de març de 1999 al 10 de juny de 1999
- Joint Guardian: de l'11 de juny de 1999 al 31 de desembre de 2013
- Allied Harbour : del 4 d'abril de 1999 a l'1 de setembre de 1999
- Sustain Hope, Shining Hope : del 4 d'abril de 1999 al 10 de juliol de 1999; i,
- Noble Anvil - : del 24 de març de 1999 al 20 de juliol de 1999

Forces de treball de Kosovo
- Hawk : del 5 d'abril de 1999 al 24 de juny de 1999
- Saber: del 31 de març de 1999 al 8 de juliol de 1999 i,
- Falcon: de l'11 de juny de 1999 a l'1 de novembre de 1999 i
- Hunter: de l'1 d'abril de 1999 a l'1 de novembre de 1999

### Campanya aèria de Kosovo
Del 24 de març de 1999 al 10 de juny de 1999 (l'àrea d'operacions d'aquesta campanya va incloure la superfície total terrestre i l'espai aeri de Iugoslàvia (inclòs Kosovo), Albània, Macedònia, Bòsnia i Hercegovina, Croàcia, Hongria, Romania, Grècia, Bulgària, Itàlia i Eslovènia, i les aigües i l'espai aeri dels mars Adriàtic i Jònic al nord dels 39º latitud nord (Nota: el secretari de defensa William Cohen va aprovar la concessió de la medalla de la campanya de Kosovo als següents vaixells de la Marina per participar en aquesta campanya com a excepció a la regla de 30 dies consecutius que es descriu a continuació: "USS Norfolk; USS Miami, USS Boise; USS Albuquerque, USS Nicholson, USS Philippine Sea, and USS Gonzalez).

### Campanya de defensa de Kosovo
De l'11 de juny de 1999 al 31 de desembre de 2013. L'àrea d'operacions inclou la superfície total terrestre i l'espai aeri de Sèrbia (inclòs Kosovo), Montenegro, Albània, Macedònia i les aigües i l'espai aeri del mar Adriàtic a menys de 12 milles nàutiques del litoral de Montenegro, Albània i Croàcia al sud de 42 graus i 52 minuts de latitud nord.

## Requeriments
Els membres del servei han de ser membres de bona fe d'una unitat que participi o tingui suport directe en l'operació durant 30 dies consecutius a l'àrea d'operacions o durant 60 dies no consecutius, sempre que aquest suport impliqui entrar a l'àrea d'operacions o es reuneixi un dels criteris següents:
- Participar en un combat real, o deure igual de perillós que el de combat, durant l'operació amb oposició armada, independentment del temps a la zona d'operacions;
- Mentre participa en l'operació, independentment del temps, es troba ferit o ferit i requereix una evacuació mèdica de la zona d'operacions.
- Mentre participava com a membre de la tripulació aèria assignat regularment, volava sortides a, fora, dins o sobre la zona d'operacions en suport directe de les operacions militars.[3]

## Fases i dispositius de la campanya

### Períodes de campanya de la Medalla de la Campanya de Kosovo
Qualsevol de les dues campanyes
Ambdues campanyes
Les estrelles del servei s'atorguen per participar tant en la Campanya Aèria com en la Campanya de Defensa. Es poden concedir dues estrelles de servei sempre que es realitzin dos campanyes separades, que superin els requisits de 30/60 dies, tant a la campanya de defensa com aèria. La Medalla de la Campanya de Kosovo sempre es concedeix amb almenys una estrella de servei. La insígnia d'operació de combat de la Flota també està autoritzada per a certs mariners.

## Aspecte
DESCRIPCIÓ I SIMBOLISME
Anvers
Al centre d'un medalló de bronze, dues muntanyes amb un pas entre elles descansen davant d'una fèrtil vall i sobre una corona composta de dues garbes estilitzades de blat. Darrere de les muntanyes, un sol naixent i superposat sobre els rajos del sol hi ha les paraules, en dues línies, KOSOVO CAMPAIGN. La corona de gra estilitzada reflecteix el caràcter agrícola de la zona i la seva economia i simbolitza els drets humans bàsics, alhora que il·lumina el desig de tothom de pau, seguretat i prosperitat. El terreny rocós, la vall fèrtil i el port de muntanya fan referència als Alps Dinartics i al teatre d'operacions de la campanya. La sortida del sol denota l'aparició d'una nova era d'unitat i esperança, el dret a forjar un futur de llibertat, progrés i harmonia; complint així l'objectiu de l'Aliança.
Revers
Al centre d'un medalló de bronze, esbós d'un mapa de la província iugoslava de Kosovo. Sota el mapa hi ha una estrella de tres puntes. En un cercle que envolta el mapa i l'estrella hi ha les paraules IN DEFENSE OF HUMANITY(EN DEFENSA DE LA HUMANITAT). L'esquema de la província de Kosovo denota la zona de conflicte i es combina amb l'estrella de l'OTAN, els punts cardinals destacats de la brúixola, que significa els participants de l'Aliança que van estabilitzar la regió i van proporcionar un alleujament massiu. La inscripció reforça l'objectiu de l'acció militar realitzada durant la campanya.
Cinta
La cinta està formada per ratlles vermelles, blanques i blaves d'igual amplada al centre; la cinta a la dreta de l'usuari és de color blau fosc i s'adossa a la ratlla vermella; la cinta a l'esquerra del portador és de color vermell i s'adossa a la ratlla blava. Els colors de l'Aliança OTAN van suggerir el vermell, el blanc i el blau, i les ratlles vermelles, blanques i blaves representen els colors de la bandera dels Estats Units.